# Distretto regionale di Peace River
Il distretto regionale di Peace River è un distretto regionale della Columbia Britannica, Canada di 58.264 abitanti, che ha come capoluogo Dawson Creek.

## Comunità
- Città e comuni
  - Chetwynd
  - Dawson Creek
  - Fort St. John
  - Hudson's Hope
  - Taylor
  - Tumbler Ridge
- Villaggi e aree esterne ai comuni
  - Pouce Coupe
  - Peace River B
  - Peace River C
  - Peace River D
  - Peace River E